# الكميش (بني ضبيان)

تعديل مصدري - تعديل

الكميش هي إحدى قرى عزلة بني ضبيان بمديرية بني ضبيان التابعة لمحافظة صنعاء، بلغ تعداد سكانها 78 نسمة حسب تعداد اليمن لعام 2004.